# Diploma Andreanum

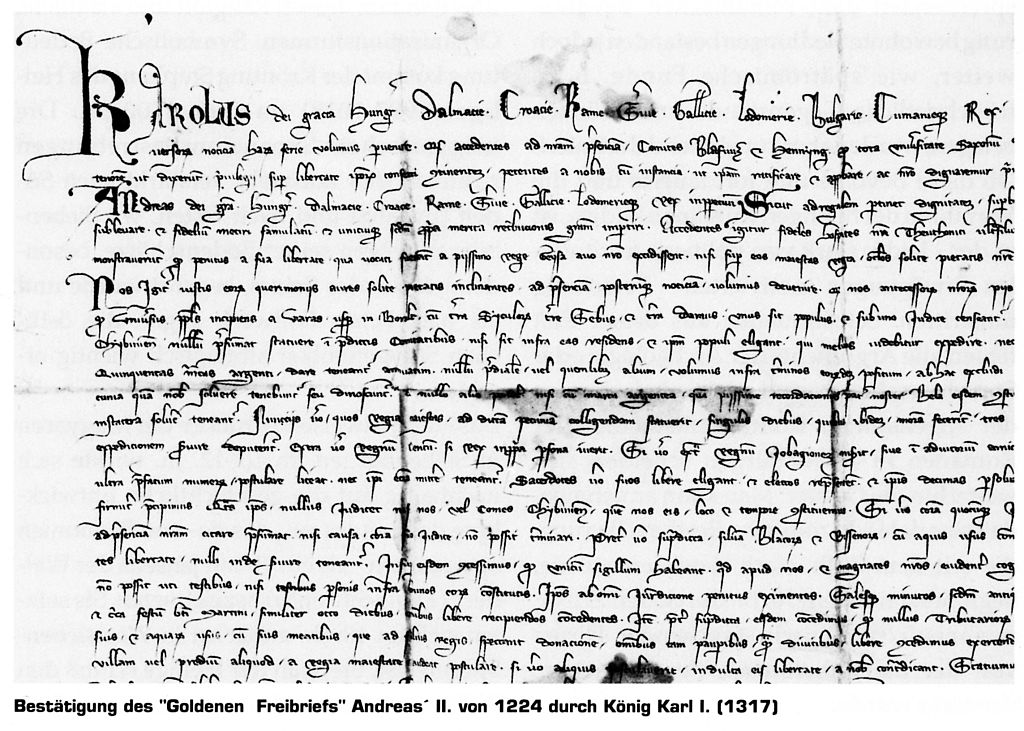
Confirmación de las disposiciones del Diploma Andreanum por Carlos Roberto de Hungría en 1317.

El Diploma Andreanum (en latín: "Diploma de Andrés"; en rumano: Diploma andreană) o Bula de oro (en alemán: Goldener Freibrief) es un documento redactado en lengua latina que representa la concesión constitutiva de derechos de los reyes húngaros al grupo de colonos sajones de Transilvania. Fue emitido en 1224 por Andrés II y es el estatuto más extenso y mejor elaborado jamás otorgado a los colonos alemanes en Europa del Este. Fue la base legal para la ley de Sibiu (Hermannstädter Recht), que se aplicó inicialmente en las Sieben Stühle y luego en todo el fundo regio en Transilvania.
El documento no se ha conservado en su forma original, sino solo como parte de la reconfirmación de 1317 del Diploma Andreanum por el rey Carlos Roberto de Anjou. El documento en latín, en pergamino con sellos colgantes (uno de los documentos históricos más antiguos de Transilvania), se conserva en los Archivos Nacionales del distrito de Sibiu, Rumanía.

## Contenido
Se determinó que todas los individuos, desde Broos hasta Draas, deberían formar una unidad política. Los llamados jueces reales (königsrichter) actuaban como representantes del rey, primero nombrados por el rey húngaro y más tarde elegidos por los ciudadanos activos de cada sede y solo ratificados por el rey.
Hermannstadt sería la sede principal de la provincia, las otras sedes serían Schäßburg, Mühlbach, Großschenk, Reußmarkt, Reps, Leschkirch and Broos.
Los jueces locales serían elegidos de entre la gente de las parroquias del mismo modo que los sacerdotes.
Solo el Rey de Hungría o un juez por él nombrado podía juzgar a los colonos, allí donde su ley consuetudinaria (Eygenlandrecht) fuera de aplicación. Solo cuando los casos no pudieran dirimirse dentro de la comunidad sajona, intervendría el tribunal del rey. 
La provincia de Hermannstadst se compromete a tributa quinientos marcos de plata de Colonia anualmente. El diezmo se debía pagar al clero local, una cuarta parte del cual era para el obispo de Transilvania.
Exención de impuestos y aranceles para los comerciantes de Hermannstadt en el reino de Hungría.
Los bosques, prados y aguas (bienes comunales) se ponen a disposición de los colonos. 
Ninguna parte de la provincia de Hermannstadt podría ser entregada a un terrateniente. Esto debería ser así para siempre. 
Se regula asimismo el equipamiento de las campañas del rey con soldados. Dependiendo del caso, deben proporcionarse de cincuenta a quinientos hombres armados.

## Texto
Sigue una traducción libre al castellano:

"Ahora que nuestros leales súbditos, los alemanes del otro lado del bosque, se han postrado colectivamente a los pies de Nuestra Majestad y han indicado humildemente con sus quejas que han sido completamente privados de su libertad, con la que fueron llamados por nuestro abuelo, el piadoso Rey Geysa, y que se perdería si Nuestra Real Majestad no posara sus ojos graciosamente de la manera habitual, motivo por el cual no podían servir a la Real Majestad desde la extrema pobreza. Queremos escuchar atentamente sus justas quejas, y queremos que sea así en el presente y el futuro. Se dará a conocer a las personas futuras que, siguiendo las huellas de la gracia de nuestros predecesores, para conmover sus corazones, les hemos devuelto su antigua libertad. En tal manera que todo el pueblo desde Waras hasta Boralt, incluyendo el área de Sekler de la tierra de Sebus y la tierra de Daraus, sea un pueblo y esté bajo un solo juez, con la abolición simultánea de todos los condados excepto el de Hermannstadt. Pero quienquiera que sea conde de Hermannstadt, sólo podrá designar [como jueces] a quienes vivan permanentemente entre ellos en los condados mencionados, y la gente debe elegir a quien parezca ser el mejor para este cargo. Nadie debería atreverse a comprar monedas en el condado de Hermannstadt. Para ello estarán obligados a pagar anualmente 500 marcos de plata en beneficio de nuestra cámara. No queremos que ningún praedial o cualquier otra persona que viva dentro de sus límites esté exento de este impuesto a menos que tenga el privilegio de estarlo. También les permitimos que no tengan que pagar el dinero que tendrán que pagarnos en el futuro en ningún otro peso que en el marco de plata que nuestro padre Bela, de piadoso recuerdo, les fijó, es decir cuatro fertones y medio del peso de Hermannstadt y un pfennig de Colonia para que no haya diferencia de peso. No deben negarse a pagar, a los mensajeros que utilizará la Real Majestad para cobrar dicho dinero, para sus gastos tres lot por cada día que pasen allí. Se proporcionarán qunientos hombres armados para hacer el servicio militar durante una expedición militar del rey dentro del imperio. Fuera del reino, tienen que enviar cien hombres armados si el propio rey se mueve al campo. Pero si envía a uno de sus grandes fuera del Reich, ya sea para apoyar a un amigo o en su propio nombre, entonces solo tienen que enviar cincuenta hombres armados.  El rey no puede solicitar [hombres armados] más allá del número especificado, ni deben estar obligados a enviarlos. Deben elegir sus sacerdotes libremente y presentar a los elegibles. Deben cobrar el diezmo, y en toda cuestión eclesíástica deben dirimir sus asuntos de acuerdo a la tradición antigua. Asimismo queremos y ordenamos seriamente que nadie los juzgue, excepto nosotros o el Conde de Hermannstadt, a quien nombraremos para ellos en su lugar y tiempo. Pero cuando se presentan ante un juez, este solo debe juzgar de acuerdo con el derecho consuetudinario. Asimismo, nadie puede convocarlos a nuestro tribunal a menos que su propio juez no pueda decidir el caso. Además de lo anterior, les hemos cedido el bosque del Wlachen y Bissenen y sus aguas para uso común con los citados Wlachen y Bissenen para que puedan disfrutar de esta libertad y no tengan que hacer ningún servicio por ello. Además, les hemos permitido llevar cierto sello que es claramente conocido por nosotros y nuestros grandes. Si uno de ellos quiere citar a alguien a la corte por un asunto de dinero, solo debería poder nombrar como testigos ante el juez a personas que vivan dentro de sus límites. Los eximimos completamente de cualquier jurisdicción extranjera. De acuerdo con la antigua libertad, le concedemos a todos la compra gratuita de sal pequeña durante ocho días alrededor de la fiesta de San Jorge, la fiesta de San Esteban y la fiesta de San Martín. Además, le garantizamos que ningún funcionario de aduanas podrá obstaculizarlo, ni en el viaje de ida ni en el de regreso. Pero dejamos el bosque con todo lo que le pertenece y el uso de las aguas con sus ríos, que solo el rey puede conceder, para uso gratuito de todos, tanto pobres como ricos. También queremos, y en virtud de la autoridad real, ordenar que ninguno de nuestros grandes hombres se atreva a reclamar una aldea o una propiedad de la majestad del rey. Pero si alguien lo exige, debe oponerse a la libertad que le otorgamos. Además, determinamos para los fieles nombrados que, si llegamos a ellos en una expedición del ejército, solo deben darnos tres comidas. Pero si el voivoda es enviado a ellos o a través de su territorio en beneficio real, entonces no deben negarse a dar dos comidas, una a la llegada y otra a la salida. También agregamos a las libertades mencionadas anteriormente de los nombrados que sus comerciantes pueden viajar libremente y sin impuestos a cualquier lugar de Nuestro Reino, por lo que deben ejercer sus derechos de manera efectiva con referencia a Su Alteza Real. Ordenamos que todos sus mercados se mantengan libres de impuestos. Pero para que lo dicho anteriormente permanezca firme e inmutable para el futuro, hemos ratificado este documento con la protección de nuestro doble sello. Dado en el año 1224 después de la Encarnación del Señor, en el año 21 de Nuestro Gobierno".

## Área de aplicación
Los derechos y privilegios de la carta inicialmente solo estaban relacionados con la provincia de Hermannstadt (Sieben Stühle y la sede principal en Hermannstadt). En concreto dice: a Waras usque in Boralt, que significa "de Broos a Draas". Desde 1224 estuvo vigente la llamada "libertad de Hermannstadt" (libertas Cibiniensis), que pronto se extendería a las áreas de asentamiento circundantes. En 1315 se añadieron las dos sedes de Mediasch y Schelk, en 1366 la región de Bistritz (Nösnergau) y finalmente en 1422, la de Burzenland. La zona en la que estaba vigente la libertas Cibiniensis se denominó fundo regio.

## Desarrollo
Los sajones de Transilvania consiguieron que las libertades aseguradas fueran confirmadas y ampliadas varias veces. También confirmó los privilegios Luis I en 1366, María en 1383, y Segismundo de Luxemburgo en 1387, 1406 y 1425. Matías Corvino las confirmó en 1486 para toda la Universidad sajona. Estos privilegios se convirtirían repetidamente en un problema político, en una disputa con las otras dos propiedades en Transilvania, el País Sículo y la nobleza húngara. Hubo una presión especial tras la anexión de Transilvania por Austria. El imperio no quería tolerar estos derechos especiales para un grupo de población relativamente pequeño, pero los sajones lograron preservar en gran medida su autonomía a través de hábiles estrategias e influencias hasta el compromiso de 1867. Solo cuando el fundo regio fue abolido formalmente en 1876, los antiguos derechos fueron finalmente abolidos, tras seiscientos cincuenta años de vigencia. Estos privilegios garantizaron la supervivencia del pueblo sajón de Transilvania por ochocientos años.

## Denominaciones alternativas
Andreanum, Privilegios Andreanum, Crisóbula de oro, Bula de oro del rey Andrés II o Bula de oro de los sajones.